# Chapter 13
Chapter 13 è il quinto album della band olandese Gorefest. Fu pubblicato nel 1998 dalla SPV GmbH.

## Tracce
1. Chapter Thirteen - 3:05
2. Broken Wing - 4:04
3. Nothingness - 2:23
4. Smile - 3:08
5. The Idiot - 3:37
6. Repentance - 5:04
7. Bordello - 2:54
8. F.S. 2000 - 6:09
9. All Is Well - 3:30
10. Unsung - 5:54
11. Burn Out - 3:15
12. Super Reality - 3:16
13. Serve the Masses - 5:01

## Formazione
- Jan-Chris de Koeijer - voce, basso
- Boudewijn Bonebakker - chitarra
- Frank Harthoorn - chitarra
- Ed Warby - batteria